# Kraví hora (Šumavské podhůří)
Kraví hora je 796 m n. m. vysoká hora v Šumavském podhůří, která se tyčí nad levým břehem Vltavy, severně od Vyššího Brodu. Z jejího vrcholu je výhled na město a vyšebrodský klášter. Vede sem červeně značená turistická stezka. Na vrcholu hory se nachází kříž, na svazích pak několik kapliček.